# Ostedes bidentata
Ostedes bidentata är en skalbaggsart som först beskrevs av Maurice Pic 1933.  Ostedes bidentata ingår i släktet Ostedes och familjen långhorningar. Inga underarter finns listade i Catalogue of Life.